# Randall (Kansas)
Randall – miasto w Stanach Zjednoczonych, w stanie Kansas, w hrabstwie Jewell.